# Джексон Мартінес
Дже́ксон А́рлей Марті́нес Вале́нсія (ісп. Jackson Martínez, нар. 3 жовтня 1986, Кібдо) — колумбійський футболіст, нападник клубу  «Гуанчжоу Евергранд».
Насамперед відомий виступами за клуби «Індепендьєнте Медельїн» та «Хагуарес Чіапас», а також національну збірну Колумбії.

## Клубна кар'єра
У дорослому футболі дебютував 2004 року виступами за «Індепендьєнте Медельїн», в якій провів п'ять сезонів, взявши участь у 144 матчах чемпіонату. Більшість часу, проведеного у складі «Індепендьєнте Медельїн», був основним гравцем атакувальної ланки команди і одним з головних бомбардирів команди, маючи середню результативність на рівні 0,35 голу за гру першості.
Своєю грою за цю команду привернув увагу представників тренерського штабу мексиканського клубу «Хагуарес Чіапас», до складу якого приєднався 2009 року. Відіграв за команду з Тустла-Гутьєрреса наступні три сезони своєї ігрової кар'єри. В новому клубі також був серед найкращих голеодорів, відзначаючись забитим голом в середньому щонайменше у кожній третій грі чемпіонату.
До складу клубу «Порту» приєднався 7 липня 2012 року за 11 млн доларів США. 11 липня 2012 року Мартінес провів перший офіційний матч за португальську команду в Суперкубку Португалії, забивши свій перший гол в кольорах драконів, який став єдиним у матчі і приніс «Порту» перемогу у турнірі. 
Наразі встиг відіграти за клуб з Порту 8 матчів в національному чемпіонаті.
3 лютого 2016 року було оголошено про перехід гравця до складу чемпіона Китаю «Гуанчжоу Евергранд». Сума трансферу склала 42 млн. євро. Вона стала рекордною для Китаю, а також усього азійського футболу.

## Виступи за збірну
2009 року дебютував в офіційних матчах у складі національної збірної Колумбії. 
У складі збірної був учасником розіграшу Кубка Америки 2011 року в Аргентині.
Наразі провів у формі головної команди країни 14 матчів, забивши 5 голів.

## Досягнення
- Чемпіон Колумбії: 2004 А, 2009 Ф
- Переможець Ігор Центральної Америки та Карибського басейну: 2006
- Чемпіон Португалії: 2012-13
- Чемпіон Китаю: 2016
- Володар Кубка Китаю: 2016
- Володар Суперкубка Португалії: 2012, 2013
- Володар Суперкубка Китаю: 2016